# Sa’id Esma’ili
Sa’id Morad Gholi Esma’ili Lejwesi (pers. سعید اسماعیلی; ur. 15 lipca 2003) – irański zapaśnik walczący w stylu klasycznym. Złoty medalista olimpijski z Paryża 2024 w kategorii 67 kg. 
Triumfator mistrzostw Azji w 2024 i 2025. Mistrz świata juniorów w 2022 i drugi w 2021. Mistrz świata kadetów i Azji w 2019 roku.